# Ranheim
Ranheim is een wijk aan de oostkant van Trondheim in de provincie Trøndelag in Noorwegen. Ranheim was een deel van de gemeente Strinda totdat deze met Trondheim werd samengevoegd in 1964.
Dankzij de papierfabriek waaromheen Ranheim tot stand kwam, heeft deze wijk historisch gezien een sterke binding met de vakbeweging. De rivier de Vikelva (ook wel bekend als de Lutelva of de Reppen) loopt door Ranheim heen, en is een van de hoofdredenen dat Ranheim Papirfabrikk AS (die tegenwoordig bij de Petersongruppen hoort) hier werd gebouwd in 1884.
In het begin produceerde de fabriek cellulose, later is overgestapt op productie van papier- en massief karton.
Deze wijk heeft een eigen sportclub, RIL (Ranheim Idrettslag). Deze kent vier afdelingen: voetbal, handbal, atletiek en algemene sporten.